# 深城ダム
深城ダム（ふかしろダム）は、山梨県大月市、一級河川・相模川水系葛野川に建設されたダム。高さ87メートルの重力式コンクリートダムで、洪水調節・不特定利水・上水道を目的とする、山梨県営の多目的ダムである。ダム湖（人造湖）の名はシオジの森ふかしろ湖（シオジのもりふかしろこ）という。

## 沿革
相模川水系は「相模川河水統制事業」による相模ダム（相模川）の完成以来、全国に先駆けて河川総合開発事業が行われ、城山ダム（相模川）や宮ヶ瀬ダム（中津川）といった多目的ダムが建設されていった。だが河川開発が行われたのは主に神奈川県内であり、山梨県内（桂川と呼ばれる）では河川開発はさほど行われてはいなかった。
大月市内で相模川に合流する葛野川は山梨県内における相模川の支流では最大級の河川であるが、流域はほぼ山地で占められ急勾配であった。このため古くから水害に悩まされていた。山梨県は1937年（昭和12年）に災害復旧工事事業に伴う河川改修を行い、1967年（昭和42年）には中小河川改良工事事業として再度整備を行っていた。だが流域が山地であるため堤防建設は不可能に近く、川幅拡張も宅地化の進展で困難になっていった。
一方大月市は古くは「郡内」と呼ばれ甲斐東部の穀倉地帯であり、かつ交通上・軍事上の要衝であったため人口が多い地域であったが、中央本線や中央自動車道の開通は都心のベッドタウンとしての重要性を高め、戦後急速に人口が増加するに至った。このため新規の農業用水確保や上水道確保が必要となった。こうして河川総合開発の必要性が生まれ、葛野川にダムを建設し治水・利水に役立てようという構想が立った。1974年（昭和49年）『葛野川総合開発事業』が立案され、その根幹事業として計画されたのが深城ダムである。1974年より予備調査が開始され、現地点でのダム計画が決定し1978年（昭和53年）より実施計画調査に入った。同時に水没補償交渉が行われたが、水没住民で組織する「深城ダム対策協議会」との交渉は難航し、補償交渉が妥結したのは1989年（平成元年）のことであり調査開始後11年を費やしている。その後本体コンクリート打設に入り、計画発表後26年を経過した2004年（平成16年）に完成した。相模川水系では最も新しいダムである。
ダムの型式は重力式コンクリートダム、堤高は87.0mである。補助多目的ダムであり、目的は葛野川流域の洪水調節、葛野川流域の慣行水利権分の農業用水補給・葛野川の河川流量維持を目的とした不特定利水、及び大月市・上野原市への上水道供給である。
なお、ダム建設中の1991年（平成3年）には直上流部で合流する土室川に東京電力が葛野川ダムを建設し、1999年（平成11年）に完成している。葛野川発電所の下部調整池として建設されたこのダムは名称が「葛野川」となっているが、正確には支流の土室川に建設されたダムである。

## シオジの森ふかしろ湖

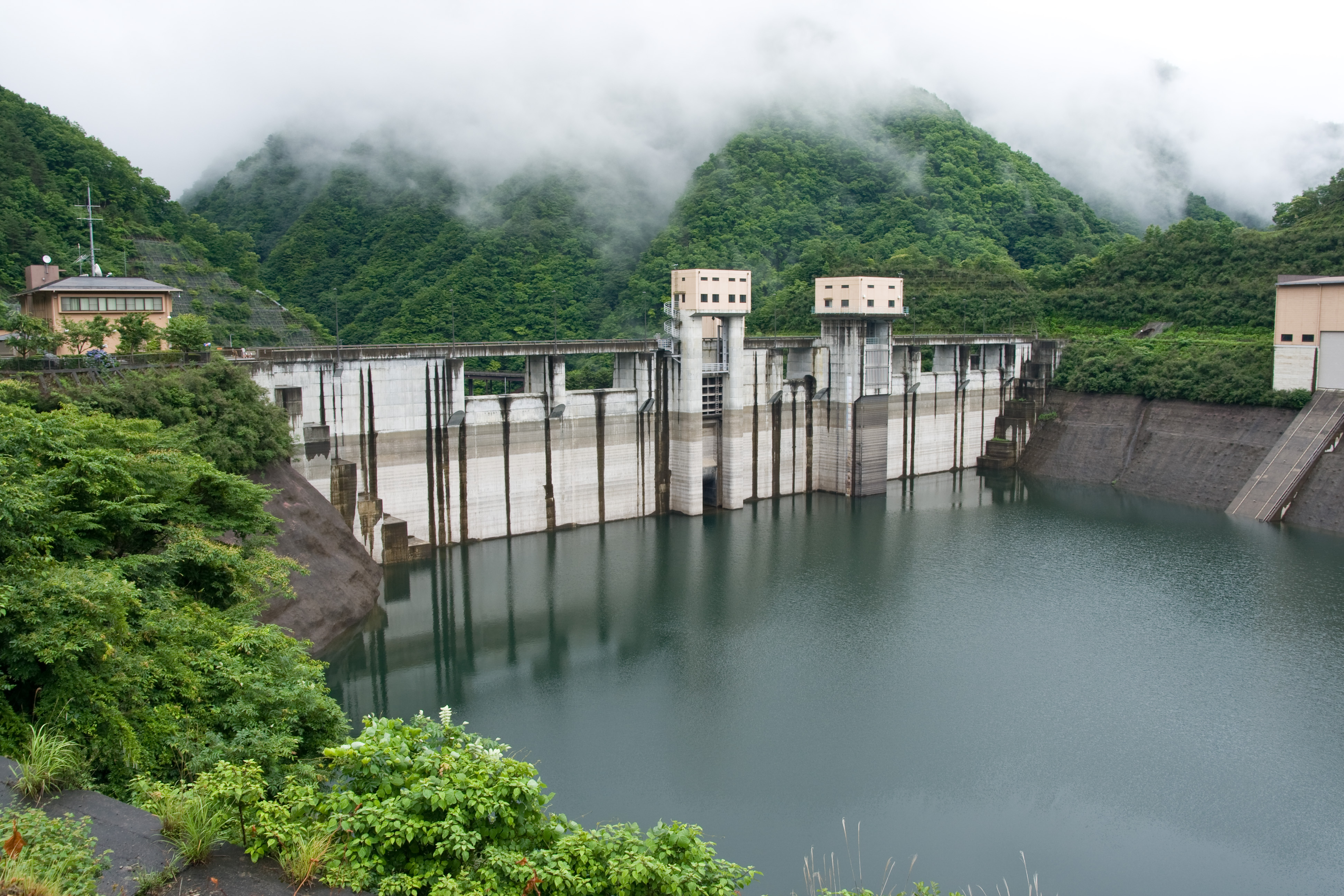
シオジの森ふかしろ湖

ダム湖は完成直前の2003年（平成15年）11月、事業主体の山梨県によってシオジの森ふかしろ湖と命名された。シオジとはモクセイ科の落葉広葉樹であるが葛野川流域はシオジの天然林が広く自生している流域でもあった。このシオジは地域のシンボルでもあり、新たに誕生した人造湖の名称を検討していた際に大月市や水没住民による組織「深城ダム対策委員会」、さらに流域住民から「シオジ」の名を入れるよう要請があった。山梨県はこれを受け入れて湖名を決定したという経緯がある。
ダム湖周辺の緑化対策も同時に行われ、ダム本体の原料となる骨材を採取した「原石山」跡地には法面緑化のほかコナラやヤマモミジといった自生する樹木を植樹して緑地再生を手掛けている。新緑や紅葉が湖に映えて美しい景観を見せる。冬季は湖面が氷結することもある。

## 観光とアクセス
ダムへは中央自動車道・大月インターチェンジより国道139号経由で行く事ができる。ダムより北上すると葛野川ダム、更に松姫峠を越えると奥多摩湖（東京都西多摩郡奥多摩町）・青梅市方面へと至る。葛野川・相模川合流点付近には上野岩櫃城（群馬県）・駿河久能山城（静岡県）とともに「日本三大山城」として名を馳せる岩殿山城、錦帯橋（山口県）・木曽の桟（長野県）とともに「日本三大奇橋」といわれる猿橋があり、観光客が多く訪れる。公共交通機関を利用する場合はJR中央本線・大月駅または猿橋駅下車、バスで終点の「竹の向」、もしくは手前の「上和田」まで行く事になる。

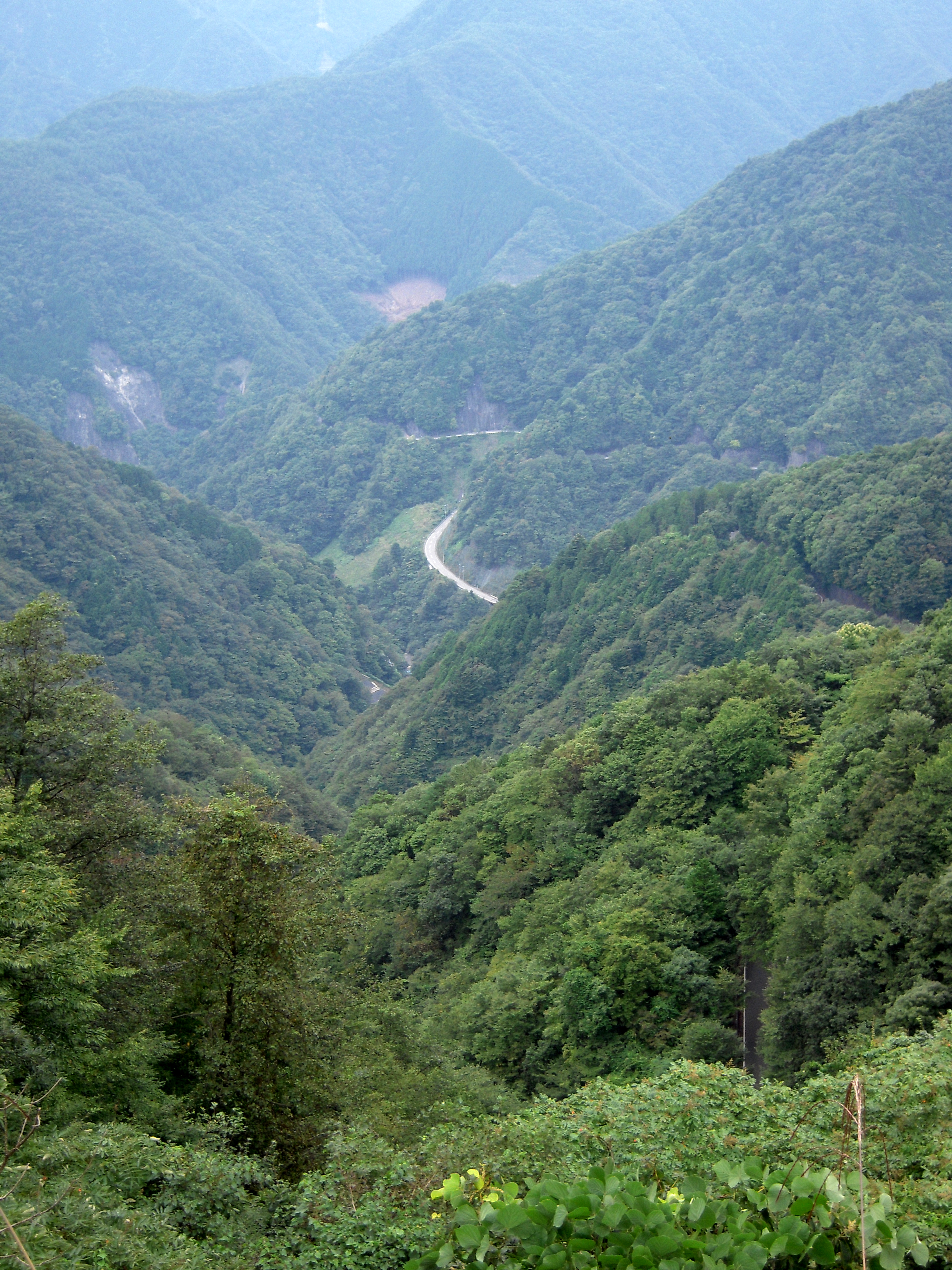
松姫峠
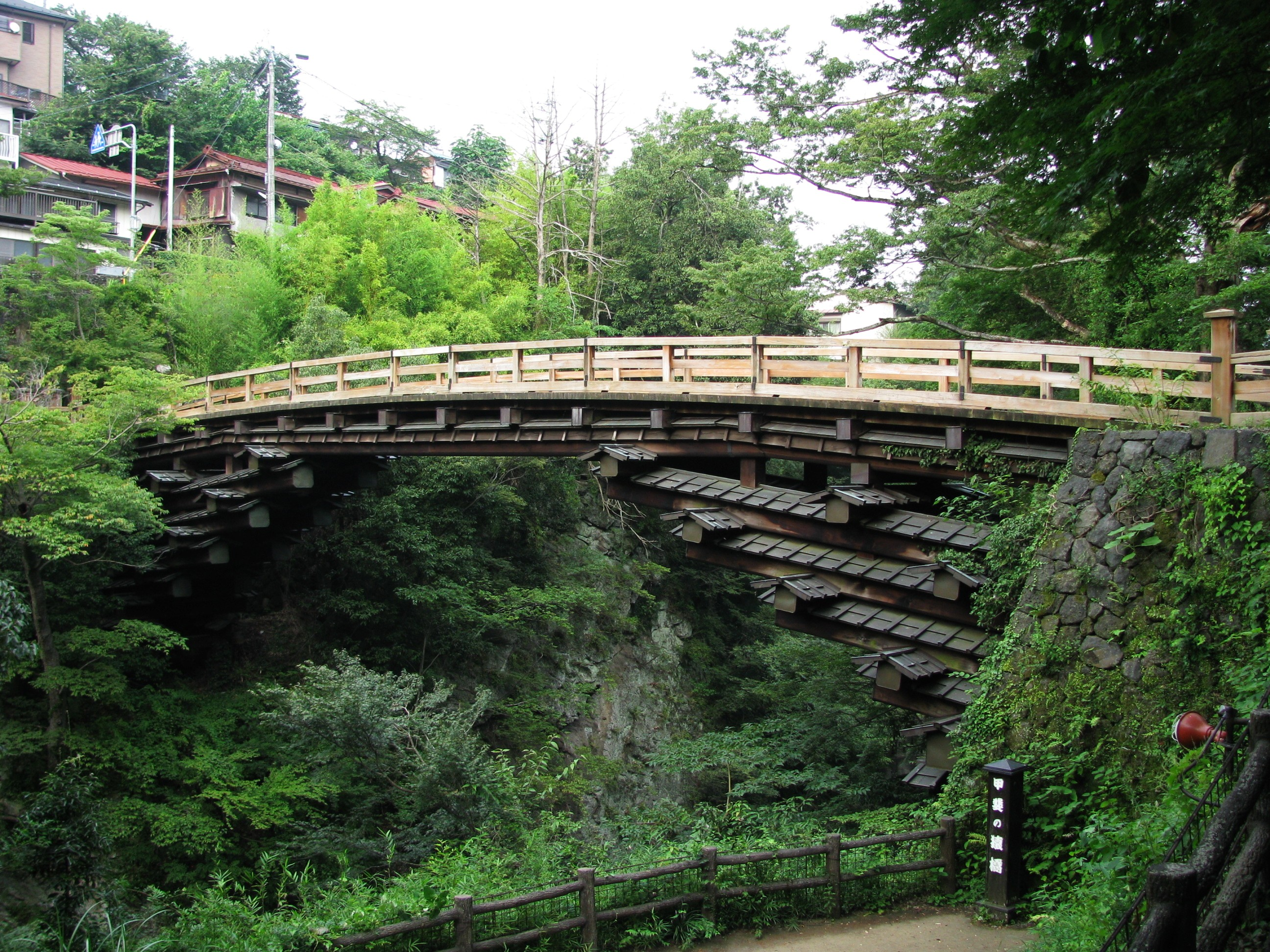
猿橋
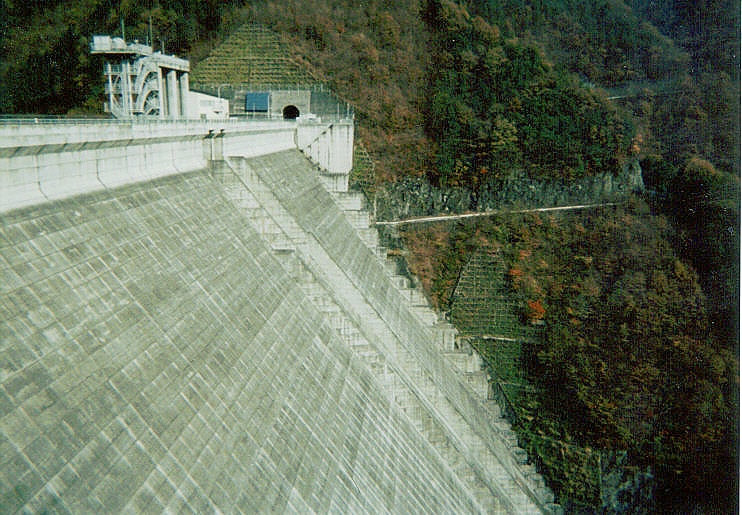
葛野川ダム